# Дубовец (Винницкая область)
Дубовец (укр. Дубовець) — село в Винницком районе Винницкой области Украины. До 19 июля 2020 года входило в состав Немировского района.
Код КОАТУУ — 0523084602. Население по переписи 2001 года составляет 290 человек. Почтовый индекс — 22820. Телефонный код — 4331.
Занимает площадь 1,36 км².

## Адрес местного совета
22820, Винницкая область, Немировский р-н, с. Кудлаи, тел. 2-05-28; 3-76-42